# Вамболијери
Вамболијери је насеље у Италији у округу Катанија, региону Сицилија.
Према процени из 2011. у насељу је живело 1546 становника. Насеље се налази на надморској висини од 102 м.